# Histidin
Histidin (zkratky His nebo H) je jedna z nejběžnějších přírodních aminokyselin přítomných v proteinech. Ve smyslu výživy je u člověka histidin považován za esenciální aminokyselinu. Původně se myslelo, že je esenciální jen u dětí (semiesenciální), ale dlouhodobé studie ukazují, že je nezbytný i pro dospělé. Jeho kodóny jsou CAU a CAC.
Histidin byl poprvé izolován německým lékařem Albrechtem Kosselem v roce 1896.

## Funkce a vlastnosti

### Chemické vlastnosti
Histidin se řadí mezi bazické aminokyseliny, vzhledem k disociační konstantě (pKa) své imidazolové postranní skupiny ležící v neutrálním pH je ale jeho náboj ve fyziologických podmínkách velmi citlivý na změny pH: teoreticky je pKa histidinu 6, v nižším (kyselejším) pH je tedy histidin protonovaný a nese kladný náboj, při vyšším pH není nabitý. Jeho skutečná pKa se v proteinech ovšem může pohybovat mezi pH 4–10 v závislosti na okolním prostředí. Díky této vlastnosti umožňuje proteinům citlivě reagovat na změny pH, například Bohrův efekt (schopnost hemoglobinu uvolnit kyslík v kyselejším – odkysličeném – prostředí) je závislý právě na této vlastnosti histidinu.
Imidazolová postranní skupina má aromatický charakter, kladný náboj získávaný v kyselém pH ale možné patrové interakce komplikuje.

### Význam v proteinech
V proteinech se histidin často vyskytuje v aktivních centrech enzymů, místech kontaktů mezi proteiny a slouží k vazbě kovů (zinek, železo). Vzhledem k jednoduchosti, se kterou může být histidin protonovaný a deprotonovaný, slouží často jako prostředník v přenosu náboje, například v katalytických triádách tvořících centra hydroláz a transferáz, nejčastěji cysteinových a serinových proteáz. Dalším příkladem může být role v enzymu karbonické anhydráze, ve které jsou v aktivním místě čtyři histidiny – tři drží atom zinku, který z vody odtrhne skupinu -OH, a čtvrtý naváže zbylý vodík. Na -OH skupinu se následně naváže oxid uhličitý a vzniká rozpustný hydrogenuhličitan, v jehož podobě je oxid uhličitý přepravován krví.

### Další využití
V lidském těle funguje histidin jako prekurzor pro výrobu histaminu a karnosinu. Histamin je signální molekula spouštějící zánětlivou reakci a slouží jako neurotransmiter, z histidinu vzniká dekarboxylací. Při vazbě beta-alaninu na histidin se vytváří karnosin, jehož disociační konstanta je posunutá ještě blíže k fyziologickému pH (pKa = 6,83), čímž slouží jako výborný pufr, který je využíván především ve svalech.
V molekulární biologii se využívá tzv. polyhistidinový tag, což je sekvence šesti histidinů připojených ke studovanému proteinu metodami genového inženýrství, která slouží pro detekci a afinitní purifikaci zkoumaného proteinu.

## Posttranslační modifikace

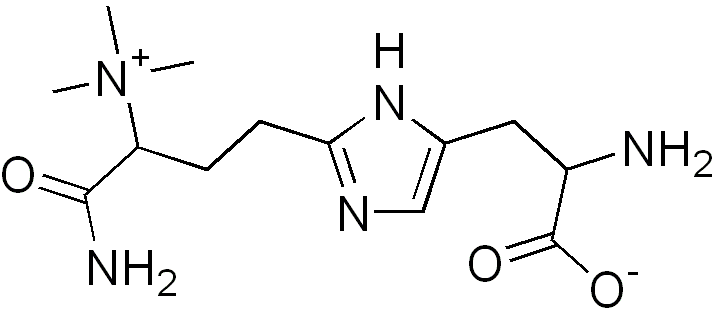
Dipthamid, jedna z modifikací histidinu

Histidin je jednou z aminokyselin, které mohou být posttranslačně modifikovány fosforylací. Toho využívá bakteriální dvoukomponentový regulační systém složený z histidinové kinázy, která je nejčastěji vázaná na membránu a po přijetí stimulu fosforyluje sebe sama na histidinech. Vzniká N-fosfo-L-histidin, který není příliš stabilní a fosfát je z něj přesunut na druhou komponentu systému, která je tímto aktivována. Dvoukomponentový regulační systém se vyskytuje u eukaryot jen vzácně a enzymy příbuzné histidinovým kinázám v lidských mitochondriích nemají aktivitu histidinových kináz. Navzdory tomu jsou některé proteiny u lidí na histidinech fosforylovány, i když mechanismus ani význam těchto modifikací není dobře prozkoumaný.
V eukaryotickém elongačním faktoru 2 je histidin modifikován do podoby diftamidu. Tato modifikace je složitá, vyžaduje čtyři enzymatické kroky a je známá pouze z tohoto proteinu. Její funkce je nejasná, ale je nezbytná pro proteosyntézu a modifikace dipthamidu (například diphtheria toxinem při záškrtu) vede ke smrti buněk.

## Zdroje
Histidin je esenciální aminokyselina, člověk ji tedy musí přijímat v potravě.

## Metabolismus

### Degradace
Histidin je u lidí degradován v pěti krocích, po kterých vznikne alfa-ketoglutarát, který vstupuje do cyklu kyseliny citrónové. V prvním kroku enzym histidinlyáza přeměňuje histidin na amoniak a kyselinu urokanovou. Nedostatek tohoto enzymu se projevuje ve vzácné metabolické poruše histidinemii. Histidin má oproti alfa-ketoglutarátu jeden uhlík navíc, k odpojení uhlíku ve čtvrtém kroku je využíván kofaktor tetrahydrofolát.